# Strażnica KOP „Bakszty Małe”
Strażnica KOP „Bakszty Małe” – zasadnicza jednostka organizacyjna Korpusu Ochrony Pogranicza pełniąca służbę ochronną na granicy polsko-sowieckiej.

## Formowanie i zmiany organizacyjne
W 1924, w składzie 3 Brygady Ochrony Pogranicza, został sformowany 10 batalion graniczny. W 1928 w skład batalionu wchodziło 17 strażnic. W 3 kompanii KOP „Bakszty Małe” funkcjonowała strażnica KOP „Bakszty Małe” . W 1939 strażnica znajdowała się w strukturze 3 kompanii KOP „Bakszty Małe” batalionu KOP „Krasne”. Strażnica liczyła około 18 żołnierzy i rozmieszczona była przy linii granicznej z zadaniem bezpośredniej ochrony granicy państwowej.
Strażnica znajdowała się w miejscu postoju dowództwa kompanii.

## Służba graniczna
Podstawową jednostką taktyczną Korpusu Ochrony Pogranicza przeznaczoną do pełnienia służby ochronnej był batalion graniczny. Odcinek batalionu dzielił się na pododcinki kompanii, a te z kolei na pododcinki strażnic, które były „zasadniczymi jednostkami pełniącymi służbę ochronną”, w sile półplutonu. Służba ochronna pełniona była systemem zmiennym, polegającym na stałym patrolowaniu strefy nadgranicznej, wystawianiu posterunków alarmowych, obserwacyjnych i kontrolnych stałych, patrolowaniu i organizowaniu zasadzek w miejscach rozpoznanych jako niebezpieczne, kontrolowaniu dokumentów i zatrzymywaniu osób podejrzanych, a także utrzymywaniu ścisłej łączności między oddziałami i władzami administracyjnymi. Strażnice KOP stanowiły pierwszy rzut ugrupowania kordonowego Korpusu Ochrony Pogranicza.
Strażnica KOP „Bakszty Małe” w 1938 ochraniała pododcinek granicy państwowej szerokości 9 kilometrów 186 metrów od słupa granicznego nr 533 do 550.
Sąsiednie strażnice:
- strażnica KOP „Budźki” ⇔ strażnica KOP „Radoszkowice”[6]

## Walki o strażnicę w 1939
17 września 1939 o 3:30 została zaatakowana 3 kompania graniczna „Bakszty Małe”. Do godziny 5:35 walczyła załoga strażnicy „Bakszty Małe”. Po stronie polskiej miało zginąć 2 oficerów, zaś pięciu odnieść ciężkie rany. Sowieci wzięli do niewoli 25 żołnierzy. Ich straty wyniosły 2 ciężko i jeden lekko ranny.